# Pont de Wetherby
Le Pont de Wetherby (Anglais Wetherby Bridge) est un pont situé sur la rivière Wharfe. Il relie les villes de Wetherby et Micklethwaite, dans le Yorkshire de l'Ouest, nord de l'Angleterre.
Dates Le pont d'origine remonte au XIIIe siècle. Les dates de pont actuelles du XVIIe siècle et a été élargi à deux reprises. Le pont était la seule rivière qui traverse à Wetherby jusqu'à ce que les années 1950.
Le pont a été peint par J.M.W. Turner en 1816.